# Mario Freddi
Mario Freddi (fl. XX secolo) è stato un calciatore italiano, di ruolo difensore.

## Carriera
Nella stagione 1922-1923 gioca in Prima Divisione con l'Alessandria con 12 presenze.